# أرخبيل تامبيلان
أرخبيل تامبيلان هي مجموعة جزر تقع غرب ساحل كالمنتان الغربية التي تقع في جزيرة بورنيو بإندونيسيا وتتبع مقاطعة جزر رياو ، ولا تبتعد سوى القليل عن خط الاستواء باتجاه الشمال .
يتعبر أرخبيل تامبيلان جغرافياً جزءً من أرخبيل توجوه .
ومن أهم جزر هذا الأرخبيل:
- تامبيلان الكبرى
- جزيرة مينداريك
- جزيرة يوي
- جزيرة بينوا
- جزيرة بيجانتان

## وصلات خارجية
- وكالة استخبارات الجغرافية الوطنية (2005) "الساحل الشمالي الغربي لبورنيو وجزر توجوه" وجهات الإبحار: بورنيو وجاوة وسولاوسي ونوسا تنقارا ، وكالة الاستخبارات الجغرافية القومية الأمريكية .